# Cohors I Aelia Hispanorum

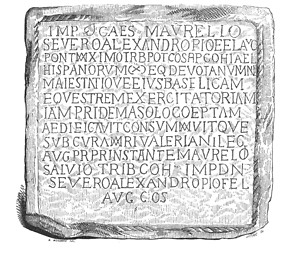
Die Bauinschrift einer Reit- und Exerzierhalle, die die Kohorte in Netherby errichtete (RIB 978)

Die Cohors I Aelia Hispanorum [Antoniniana] [Severiana Alexandriana] [milliaria] [equitata] (deutsch 1. aelische Kohorte der Hispanier [die Antoninianische] [die Severianische Alexandrianische] [1000 Mann] [teilberitten]) war eine römische Auxiliareinheit. Sie ist durch Militärdiplome und Inschriften belegt.

## Namensbestandteile
- Aelia: Die Ehrenbezeichnung bezieht sich entweder auf Kaiser Hadrian, dessen vollständiger Name Publius Aelius Hadrianus lautet oder auf Antoninus Pius, dessen vollständiger Name als röm. Kaiser Titus Aelius Hadrianus Antoninus Augustus Pius lautet.[1]

- Hispanorum: Die Soldaten der Kohorte wurden bei Aufstellung der Einheit auf dem Gebiet der röm. Provinz Hispanien rekrutiert. Die folgende Inschrift kann auf 222 n. Chr. datiert werden. (RIB 978)

[…] coh(ors) I Ael(ia)

Hispanorum ↀ eq(uitata) […]
- Antoniniana: die Antoninianische. Der Zusatz kommt nur in einer Inschrift vor. (RIB 977)

- Severiana Alexandriana: die Severianische Alexandrianische, eine Ehrenbezeichnung, die sich auf Severus Alexander (222–235) bezieht. Der Zusatz kommt nur in einer Inschrift vor. (RIB 979)

- milliaria: 1000 Mann. Je nachdem, ob es sich um eine Infanterie-Kohorte (Cohors milliaria peditata) oder einen gemischten Verband aus Infanterie und Kavallerie (Cohors milliaria equitata) handelt, lag die Sollstärke der Einheit entweder bei 800 oder 1040 Mann. In den Inschriften wird statt milliaria das Zeichen {\displaystyle \infty } verwendet. Der Zusatz kommt in mehreren Inschriften vor. (RIB 968, 978, 980)

- equitata: teilberitten. Die Einheit war ein gemischter Verband aus Infanterie und Kavallerie. Der Zusatz kommt in mehreren Inschriften vor. (RIB 968, 978, 980)

Die Einheit war eine Cohors milliaria equitata. Die Sollstärke der Einheit lag daher bei 1040 Mann, bestehend aus 10 Centurien Infanterie mit jeweils 80 Mann sowie 8 Turmae Kavallerie mit jeweils 30 Reitern.

## Geschichte
Während der Regierungszeit Trajans gab es wahrscheinlich zwei Kohorten mit der Bezeichnung Cohors I Hispanorum in der Provinz Britannia. Eine davon wurde am Anfang der Regierungszeit Hadrians zu einer Cohors milliaria erweitert und in Maryport stationiert.
Für die Anfänge der Cohors I Aelia Hispanorum gibt es folgende Vermutungen:
- die Kohorte wurde entweder unter Hadrian oder Antoninus Pius neu aufgestellt und kam im Zuge eines Feldzuges nach Britannien.[2]
- oder sie ist aus der Cohors I Hispanorum, die in Maryport stationiert war, hervorgegangen.[1][2]
- oder sie ist aus der Cohors Hispanorum Tironum hervorgegangen.[1]

Der erste Nachweis der Einheit in Britannien beruht auf Militärdiplomen, die auf das Jahr 178 datiert sind. In den Diplomen wird die Kohorte als Teil der Truppen (siehe Britannisches Heer) aufgeführt, die in Britannien unter dem Statthalter Ulpius Marcellus stationiert waren.
Letztmals erwähnt wird die Einheit auf zwei Inschriften, die auf 222 datiert sind. (RIB 968, 978)

## Standorte
- Castra Exploratorum (Netherby): Inschriften belegen die Anwesenheit (von Teilen) der Kohorte für den Zeitraum zwischen 213 und 222 in Netherby.[1]

## Kommandeure

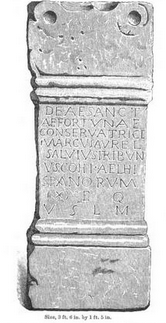
Der Altar, den Marcus Aurelius Salvius errichten ließ (RIB 968)

Die folgenden Kommandeure der Einheit sind durch Inschriften bekannt. Sie alle waren im Range eines Tribunen.
- Aelius Nu[.] (um 219) (RIB 980)
- Marcus Aurelius Salvius
- [.] Maximus (um 214–216) (RIB 977)

## Weitere Kohorten mit der BezeichnungCohors I Hispanorum
Es gab noch mindestens 9 weitere Kohorten mit der Bezeichnung Cohors I Hispanorum:
- Cohors I Hispanorum (stationiert in Britannia)
- Cohors I Hispanorum (stationiert in Maryport, Britannia)
- Cohors I Hispanorum (stationiert in Volubilis, Mauretania Tingitana)
- Cohors I Hispanorum equitata (stationiert in Ägypten)
- Cohors I Hispanorum equitata (stationiert in Cyrenaica)
- Cohors I Hispanorum veterana equitata
- Cohors I Flavia Hispanorum (stationiert in Mauretania Caesariensis)
- Cohors I Flavia Hispanorum equitata (pia fidelis)
- Cohors I Flavia Ulpia Hispanorum milliaria equitata civium Romanorum